# Myre, Norge
Myre är en tätort som utgör centralort i Øksnes kommun i Nordland fylke i norra Norge. Orten hade cirka 2 800 invånare år 2005. Den är belägen på nordvästra delen av ön Langøya.
Fiskeindustri är huvudnäringen.
Lokaltidningen Øksnesavisa utkommer en gång i veckan.
De lokala idrottsföreningarna är IL Morild (fotboll) och Øksil (volleyboll).